# 梁智駒
梁智駒（Leung Chi Kui，1978年7月3日－），生於香港，已退役香港足球運動員，司職前鋒，2005年青年軍聯賽比賽一場入11球紀錄，奪得該屆最佳青年球員，因表現出色2006年進入香港體育學院受訓，1999年星島對西貢朋友大四喜，包辦所有入球，打破千禧前華人單場入球記錄，該年全季攻入了10球，成了華人射手第二名，該年只有20歲，之後入選香港奧運隊和香港隊，2000年加入南華後不幸傷患纏身，令出場減少，
2009年退役後跟隨楊家誠到英國伯明翰足球會擔任行政總監，而當時楊家誠是首位華人收購英超足球隊的班主，
現時擔任香港超級聯賽球會夢想FC的行政總裁。

## 球員生涯
梁智駒生於香港，出身於香港體育學院，初出道時效力星島。直到2000年轉投南華後，先後為球隊奪得足總盃、聯賽、高級組銀牌和聯賽等冠軍，於2002年轉投花花，協助球隊護級成功。翌年加盟晨曦，於2005年以業餘身份效力澎馬流浪。 其中於2006年3月10日對晨曦的高級組銀牌初賽，被高尼路踩傷導致韌帶撕裂而重傷。2007年8月，梁智駒復出以全職球員身份再戰甲組。直到2009年正式掛靴。

## 退役生涯
2009年開始，梁智駒擔任英國球會伯明翰行政總監，直到2017年6月回歸香港球圈協助成立港超聯新軍球會夢想FC，直並擔任球隊行政總裁。

## 外部連結
- 香港足球總會網頁球員註冊資料